# 平岡暁史
平岡暁史（ひらおか あきふみ　1974年1月12日）は千葉県出身のプロスノーボーダー。

## 経歴
1991年6月、ユタ州ソルトレイクシティー・オリンパスハイスクール転入、スノーボードと出会う。1992年ソルトレイクコミュニティーカレッジ入学。1995年にアメリカから帰国。
1998年に日本人として初めてAIR & STYLEに招待され、X-TRAIL JAMやTOYOTA BIG AIRで活躍した。その後はジャンプ施設千葉KINGS代表を務めた。

## 主な成績
- 第1回AIR MAKE有明 3位（日本人初表彰台）
- 第1回TOYOTA BIG AIR 12位（招待選手）
- 第6回AIR & STYLE 12位（招待選手：日本人初）
- 第2回TOYOTA BIG AIR 12位
- 第8回AIR&STYLE 14位
- 第4回TOYOTA BIG AIR 7位（日本人最高位）
- 第5回TOYOTA BIG AIR 9位（日本人最高位）
- 第6回TOYOTA BIG AIR 3位（日本人最高位表彰台）
- 第7回TOYOTA BIG AIR 4位（日本人最高位）
- TRIPKE AIR SHOW　 7位
- NISSAN X-TRAIL JAM  8位（日本人最高位）